# Přísnotice
Přísnotice (in tedesco Prisnotitz) è un comune della Repubblica Ceca facente parte del distretto di Brno-venkov, in Moravia Meridionale.